# Машаль, Халед
Халед Машаль (араб. خالد مشعل‎; род. 28 мая 1956) — палестинский политик, председатель политбюро палестинской партии Исламского движения сопротивления (ХАМАС), признанного в ряде стран террористической. Машаль стал одним из лидеров движения ХАМАС после убийства израильскими спецслужбами Абделя Азиза Рантиси в 2004 году.
В русскоязычных СМИ встречается также транскрипция имени Машааль или Мишааль.

## Ранние годы жизни
Родился в деревне Сильвад под Рамаллой (Западный берег реки Иордан).
Его отец, как и многие другие палестинские арабы в 1960-е гг., был рабочим эмигрантом в Кувейте. В 1967 году после Шестидневной войны его семья последовала за ним.
Машаль учился в школе, а затем — физике в Кувейтском университете, получил степень бакалавра. В 1971 году, в 15 лет вступил в исламистскую организацию «Братья-мусульмане». В университете занялся политической деятельностью в рамках палестинской общины, включившись в противостояние студентов-исламистов, объединённых в блок «Хак» («Истина») светскому социалистическому движению «ФАТХ» на выборах в студенческие советы.
По окончании университета в 1978 году несколько лет преподавал физику в Кувейте.

## Деятельность в ХАМАС
В 1987 году участвовал в создании «Исламского движения сопротивления (ХАМАС)», вошёл в состав его политбюро и возглавил отделение организации в Кувейте.
После оккупации Кувейта Ираком (август 1990) эмигрировал в Иорданию.
С 1996 года — председатель политбюро движения ХАМАС. Сменил на этом посту Мусу Абу Марзука, арестованного во время визита в США в 1995 году (освобождён в 1997 году, с тех пор остаётся членом политбюро).
В октябре 2024 года, после убийства Яхьи Синвара стал новым руководителем движения ХАМАС.

## Покушение
Имя Халеда Машаля прозвучало по всему миру после неудавшегося покушения на его жизнь. Операция проводилась с разрешения правительства Израиля, возглавляемого премьер-министром Биньямином Нетаньяху. В то время считалось, что Машаль стоял во главе отделения движения ХАМАС в Иордании.
25 сентября 1997 года агенты израильской разведки (Моссад) впрыснули яд в ухо Машалю на одной из улиц Аммана, но были схвачены охраной Машаля. Его жизнь в буквальном смысле была спасена королём Иордании Хусейном. По требованию иорданских властей Израиль предоставил противоядие и освободил из тюрьмы духовного лидера ХАМАС шейха Ахмеда Исмаила Ясина вместе с другими 19 заключёнными. Взамен израильские агенты, попавшие на территорию Иордании по поддельным канадским паспортам, были освобождены от наказания и отпущены на родину.
Впоследствии Машаль опасался предавать гласности имена лидеров движения ХАМАС, поскольку в 2004 году после убийства Абделя Азиза Рантиси премьер-министр Израиля Ариэль Шарон повторил слова, сказанные им после ликвидации шейха Ахмеда Ясина: «Уничтожение лидеров террористов будет продолжено».
В 1999 году деятельность движения ХАМАС в Иордании была запрещена новым королём (сыном Хусейна) Абдаллой II. Вскоре Машаль был арестован, а затем выслан из страны в августе 1999 года вместе с Мусой Абу Марзуком и двумя другими представителями ХАМАС. Машаль выехал в Катар, а с 2001 года находился в Сирии, где обосновалось политическое бюро партии ХАМАС. После начала гражданской войны в Сирии, ХАМАС поддержал повстанцев, рассорившись с правительством Сирии, и в 2012 году политбюро ХАМАС переехало в Катар.
В марте 2006 года возглавил делегацию движения ХАМАС, которая впервые посетила Москву и провела переговоры с министром иностранных дел России Сергеем Лавровым и встретилась с Патриархом Всея Руси Алексием II. На встрече с Лавровым Машаль изложил подходы ХАМАС к отношениям с Израилем и перспективам палестино-израильского урегулирования. В следующем 2007 году Машаль нанёс повторный визит в Москву.
Евгений Примаков утверждал, что в разговоре с ним Машаль заявлял о готовности ХАМАС «создать палестинское государство на землях, которые Израиль занял в 1967 году и которые обязан освободить».

## Влиятельность
Согласно британскому журналу New Statesman в списке 50 влиятельнейших персон мира 2010 года Машаль занял 18-е место, обогнав на несколько пунктов Владимира Путина, Усаму бен Ладена и Хиллари Клинтон.
В феврале 2012 года во время второй волны насилия войны в Сирии Машаль покинул Сирию и вернулся в Катар. Вскоре он заявил о своей поддержке сирийской оппозиции.